# Dorfkinder
Dorfkinder ist ein deutschsprachiger Song des deutschen Influencers und Musikers Finnel (bürgerlich: Finn Lorenzen). Er wurde im Juli 2023 veröffentlicht und entwickelte sich schnell zu einem viralen Internet-Hit.

## Hintergrund
Der Song wurde unter dem Musiklabel VIRRAL GmbH veröffentlicht, das von Finn Lorenzen gemeinsam mit Andre Braun (bürgerlich: André Schröder) gegründet wurde. Beide waren bis Juli 2024 gemeinsam Geschäftsführer und teilten sich die administrativen Aufgaben im Rahmen der Veröffentlichung.

## Musikvideo
Das offizielle Musikvideo wurde im Heimatort von Finnel, Wang (Bayern), mit Unterstützung der örtlichen Feuerwehr und des Fußballvereins FC Wang gedreht. Es wurde elementarer Bestandteil des Projekts und erreichte über 45 Millionen Aufrufe auf YouTube.

## Rezeption
Dorfkinder wurde in Deutschland schnell populär und erreichte Platz 12 der offiziellen deutschen Singlecharts. Auch in den YouTube-Trends landete der Song auf Platz 1.

## Streamingzahlen
Der Song verzeichnete über 100 Millionen Streams auf Spotify und Amazon Music (Stand: Frühjahr 2025) sowie über 45 Millionen YouTube-Aufrufe.

## Auszeichnungen
Im Frühjahr 2025 wurde Dorfkinder in Deutschland mit einer Goldenen Schallplatte ausgezeichnet – für mehr als 200.000 verkaufte Einheiten (physisch, digital und Streamingäquivalent).